# Bindahara phocas
Bindahara phocas är en fjärilsart som beskrevs av Otto Staudinger 1889. Bindahara phocas ingår i släktet Bindahara och familjen juvelvingar. Inga underarter finns listade i Catalogue of Life.